# スコット・ミシュロウィック
スコット・ミシュロウィック（Scott Mechlowicz、1981年1月17日 - ）は、アメリカ合衆国の俳優。ニューヨーク出身。

## 経歴
テキサス州で育ち、1999年に地元プレイノ高校を卒業すると、テキサス大学オースティン校へ進学。その後、カリフォルニア州ロサンゼルスへ引越すと共にカリフォルニア大学ロサンゼルス校へ転学、2003年に卒業した。
2003年、ショートフィルム『ネバーランド』に出演、2004年公開の『ユーロトリップ』で本格的にデビューを果たし様々な評価を受けた。自主制作映画『さよなら、僕らの夏』での演技でインディペンデント・スピリット賞を受賞した。

## 出演
- さよなら、僕らの夏　Mean Creek （2004年、マーティ役）
- ユーロトリップ　EuroTrip （2004年、スコット・トーマス役）
- Dr.HOUSE　HOUSE （2005年、ダン役、シーズン1第2話ゲスト出演）
- Peaceful Warrior （2006年、ダン・ミルマン役）
- Gone （2007年、テイラー役）
- Waiting for Forever （2009年）
- レッド・バレッツ Cat Run (2011年、アンソニー・ヘスター役）
- ダークハウス Demonic (2015年、ブライアン役）